# Uperoleia orientalis
Az Uperoleia orientalis a kétéltűek (Amphibia) osztályának békák (Anura) rendjébe, a Myobatrachidae családba, azon belül az Uperoleia nembe tartozó faj.

## Előfordulása
Ausztrália endemikus faja. Az 1905-ös felfedezés óta csak egyszer gyűjtötték be. A Cox folyóban találták Alexandria Stationnél, az Északi terület középső részén. Elterjedési területének mérete nagyjából 11 600 km².

## Megjelenése
Kis termetű békafaj, testhossza elérheti a 3 cm-t. Háta sötétbarna vagy szürkésbarna, sötétebb foltokkal és egy halvány, hosszanti csíkkal középen. Hasa krémszínű, a hímek torka barna. Lábujjai között félig található úszóhártya, ujjai végén nincsenek korongok. További információk hiányoznak a leírásból, mivel a faj csak három egyedről ismert.

## Életmódja
Valószínűleg nyáron, az esős évszakban szaporodik. A petékről, az ebihalakról és a fejlődési időről nincs információ..

## Természetvédelmi helyzete
A vörös lista alapján a fajra vonatkozóan nincsenek adatok (adathiányos), populációiról sem állnak rendelkezésre adatok.